# Joe Armstrong
Joseph Leslie Armstrong (27 de desembre de 1950 – 20 d'abril de 2019) va ser un Informàtic teòric que va treballar en l'àrea de tolerància a fallades en sistemes distribuïts. És conegut com un dels dissenyadors del llenguatge de programació Erlang.

## Biografia
Armstrong va néixer a Bournemouth el 1950.
Amb 17 anys, Armstrong va començar a programar Fortran en l'Ordinador central del seu consell local
Aquesta experiència el va ajudar durant els seus estudis de física al University College de Londres, on depurava els programes dels seus estudiants amics a canvi de cervesa.
Mentre treballava en el Laboratori d'Informàtica d'Ericssons, va desenvolupar l'Erlang el 1986, amb Robert Virding i Mike Williams i va sortir en codi obert el 1998.
Va rebre un doctorat en informàtica de l'Institut Reial de Tecnologia (KTH) a Estocolm, Suècia el 2003. La seva dissertació va ser titulada Fiabilitat dels sistemes distribuïts amb presència d'errors de programari. Va ser professor a la KTH des de 2014.
Va morir el 20 d'abril de 2019 d'una infecció complicada per fibrosi pulmonar.

## Publicacions
- 2007. Programació Erlang: programari per a un món concurrent. Prestatgeria pragmàtica ISBN 978-1934356005 .
- 2013. Programació Erlang: programari per a un món concurrent. Segona edició. Prestatgeria pragmàtica ISBN 978-1937785536 .